# 希少性

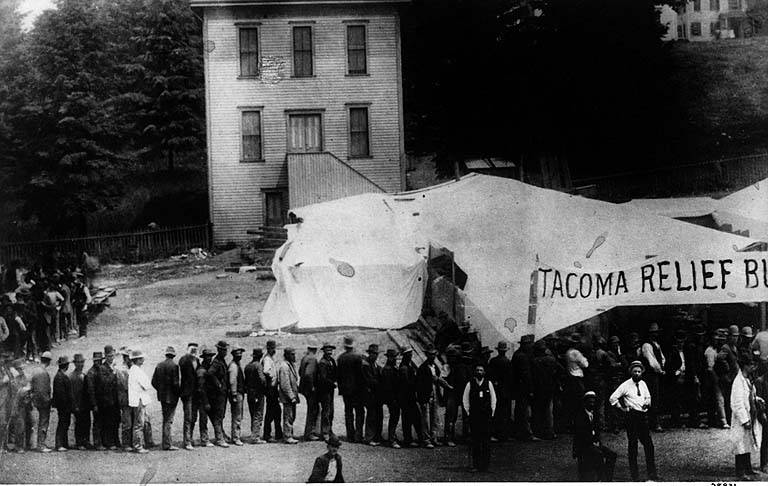
1889年6月6日、シアトルで起こった火災の影響で、救援テントにスープとパンを求める人々の列が発生した。

希少性（きしょうせい、英: Scarcity）とは、経済学の文脈では、財を生産するための資源が有限にしか存在しないという状態のこと。

## 定義
希少性とは、資源が限られている経済における財の入手可能性のことを指す。あらゆる財が無限に生産されることはなく、人間の欲求を完全に満たす財は存在しないことから、希少性が生じる。消費者が財を購入するための予算が不足していることを指すこともある。対義語は「豊富性」である。希少性の概念は経済学という学問を定義する上で不可欠である  。
経済理論では、絶対的希少性と相対的希少性を区別して考えることもある。現在の経済理論は主に相対的希少性の概念を用いており、すべてを生産するのに十分な資源がないため、人々が需要する財の供給が十分でなくなり、希少となる。

## 歴史
イギリスの経済学者ライオネル・ロビンズが、最初に希少性を定義した学者の一人とされる。「経済学とは、人間の行動を目的と代替用途のある希少な手段との関係として研究する科学である」と述べた。
ポール・サミュエルソンが『経済学（Economics）』で定義した「経済的希少性」は、利用可能な生産技術の下で人的資源および物的資源が有限量しか存在しないという事実を指す。希少性は生産可能性フロンティアを用いて表現できる。

## 希少性の概念

### マルサスの絶対的希少性
トマス・ロバート・マルサスは、世界の飢餓と飢餓について考察し、希少性の経済学の理論的基礎を築いた。1798年の『人口論（An Essay on the Principle of Population）』において、国の食料生産の増加は所得水準を上昇させるが、その後の人口増加が食糧難を引き起こし、飢饉などの人口減少イベントを発生させるため、人口が継続して増加することはないと述べた。この考え方は「マルサスの罠」または「マルサスの亡霊」として知られる。食糧生産が増えても、その結果発生する飢餓などの人口減少のイベントは「マルサス的大惨事（Malthusian catastrophe）」とも呼ばれる。

マルサス的大惨事の図

マルサスは、人口の増加は指数関数的である一方、食料供給の増加は線形であることから、周期的に食糧難に直面し人口の激減を引き起こすと考えた。
マルサスは、人口の増加が止まるメカニズムとして2つ挙げている。
- 人口抑制のための道徳的制限または立法措置: 自発的に結婚を遅らせる、あるいは自発的に子を持たないことを選択する、あるいはこれらを法的に強制するなどして人口増加を抑制する[13]。
- 疾病の蔓延、飢餓、戦争: これらは人口を強制的に減らし、食糧不足を解決する[13]。

右の図は、人口増加が指数関数的で食料供給の増加が線形であるということから、「マルサス的大惨事」が起こる点を示している。人口が一定水準を越えると、（１）「人口抑制のための道徳的制限または立法措置」か（２）「疾病の蔓延、飢餓、戦争」が発生し、バランスが回復される。

### ライオネル・ロビンズの希少性
ライオネル・ロビンズは「人間は手に入らないものを欲しがる」の言葉で知られており、彼は経済学を
人間の行動を目的と代替用途のある希少な手段との関係として研究する科学（Economics is the science which studies human behaviour as a relationship between ends and scarce means which have alternative uses）
と定義している。ロビンズは、この定義が成立するには4つの条件が必要であるとしている。
1. 意思決定者は、より多くの所得とより多くの資産を望む（経済学的に合理的である）。
2. 意思決定者は、選択肢に直面したとき、いずれかを選択しなければならない（両方を選ぶことはできない）。
3. 意思決定者は、「所得」と「所得を生み出す資産」の両方を増やすことができる。
4. 意思決定者の「所得に対する欲求」と「資産の構成要素に対する欲求」は異なる[14]。

### サミュエルソンの相対的希少性
ポール・サミュエルソンは、「あらゆる財が無限に生産されたり、人間の欲求を完全に満たす財は存在しない」と述べ、相対的希少性の概念を提示した。この「さまざまな財を生産するための資源が限られていることから、ある財は豊富に生産されても別の財はあまり生産されない」という状況になるということである。

### 近代経済学における希少性
近代経済学における希少性の概念は、生産技術が進歩した状態であっても、考えられるすべての人間の欲求を満たすのに十分な（何かが）決して存在しないことを指す。必要とされる希少な資源を入手するために、何かを犠牲にすることも希少性の意味に含まれる。希少な資源をめぐって争いが起こることがあり、争いは「誰かが何かを手に入れるために努力するときに」発生する:p. 105。価格システムは、希少な資源を割り当てる方法の1つであるが、お金を支払う意欲に基づいて需給を調整する場合、消費者は富を得るための争いをする。
例えば、空気は人間が生きていく上で金よりも重要であるが、空気は生産コストがゼロであるため空気は希少ではない。希少性は、社会の目標のすべてを同時に追求できるわけではないことを意味する（つまりトレードオフがある）。独占市場の場合、人為的な希少性が生じる可能性がる。希少性は備蓄によって生じる可能性もある。パニックによる買い占めによって希少性が引き起こされることもある。

## 希少財
希少財とは、価格が0円のとき、需要（Quantity demanded）の方が供給（Quantity supplied）よりも大きい財である。希少財であるということは、有限な供給量をめぐって紛争が起こる可能性があるということである。希少性は、需要誘発、供給誘発、構造という3つのカテゴリーに分類される。
- 需要に起因する希少性は、その財への需要が極端に増加したときに発生する[18]。
- 供給に起因する希少性は、その財の供給が極端に減少したときに発生する[18]。
- 構造的希少性は、政治的対立や地理的要因などの理由で、人口の一部が資源を入手できない場合に発生する[18]。

石油資源のない国を例に考える。石油を手に入れるためには、石油資源を持つ国と関係を良くしてその国から石油を輸入しなければならない。このことから、石油の取引には政治的要素も絡む可能性がある。

## 非希少財
希少でない財もある。これらの財は無価値であるわけではなく、人間の生存に不可欠な財も含む。例えば水がそれにあたる。フランク・フェッターが『経済原則』で説明しているように、「生存に不可欠なものであっても、その豊富な故に欲望や選択の対象にならないものもある」と述べている。過剰に存在し、それらに依存するすべての欲望を満たすのに十分なほど供給されている財を自由財と呼ぶ。
非希少財は、その所有権をめぐって争うことがない財である。非希少財とみなされるということは、（１）その財が無限に存在する、または（２）所有という概念が適用できない、または（３）無限に複製できる－のいずれかがあてはまる財である。

## 引用文献
- Robbins, Lionel C. (1932). An Essay on the Nature and Significance of Economic Science. London: Macmillan

## さらなる文献
- Burke, Edmund (1990). E. J. Payne. ed. Thoughts and Details on Scarcity. Indianapolis, IN: Liberty Fund, Inc. 2019年7月30日閲覧。
- Malthus, Thomas R. (1960). Gertrude Himmelfarb. ed. On Population (An Essay on the Principle of Population, as It affects the Future Improvement of Society. With Remarks on the speculations of Mr. Godwin, M. Condorcet, and other writers). New York: Modern Library. pp. 601 2010年3月24日閲覧。
- Montani, Guido (1987). “Scarcity”. In Eatwell, J.; Millgate, M.; Newman, P. (eds.). The New Palgrave. A Dictionary of Economics. Vol. 4. Palgrave, Houndsmill. pp. 253–54.
- Wennerlind, C. C. (1999). The historical specificity of scarcity: historical and political investigations (Doctoral dissertation, the University of Texas at Austin).
- Milgate, Murray (March 2008). “goods and commodities”. In Steven N. Durlauf; Lawrence E. Blume (eds.). The New Palgrave Dictionary of Economics (2nd ed.). Palgrave Macmillan. pp. 546–48. doi:10.1057/9780230226203.0657. ISBN 978-0-333-78676-5. 2010年3月24日閲覧.
- Korhonen, J. M. (2018). Overcoming Scarcities Through Innovation: What Do Technologists Do When Faced With Constraints?. Ecological economics, 145, 115-125. Accessed at .